# Cargèse

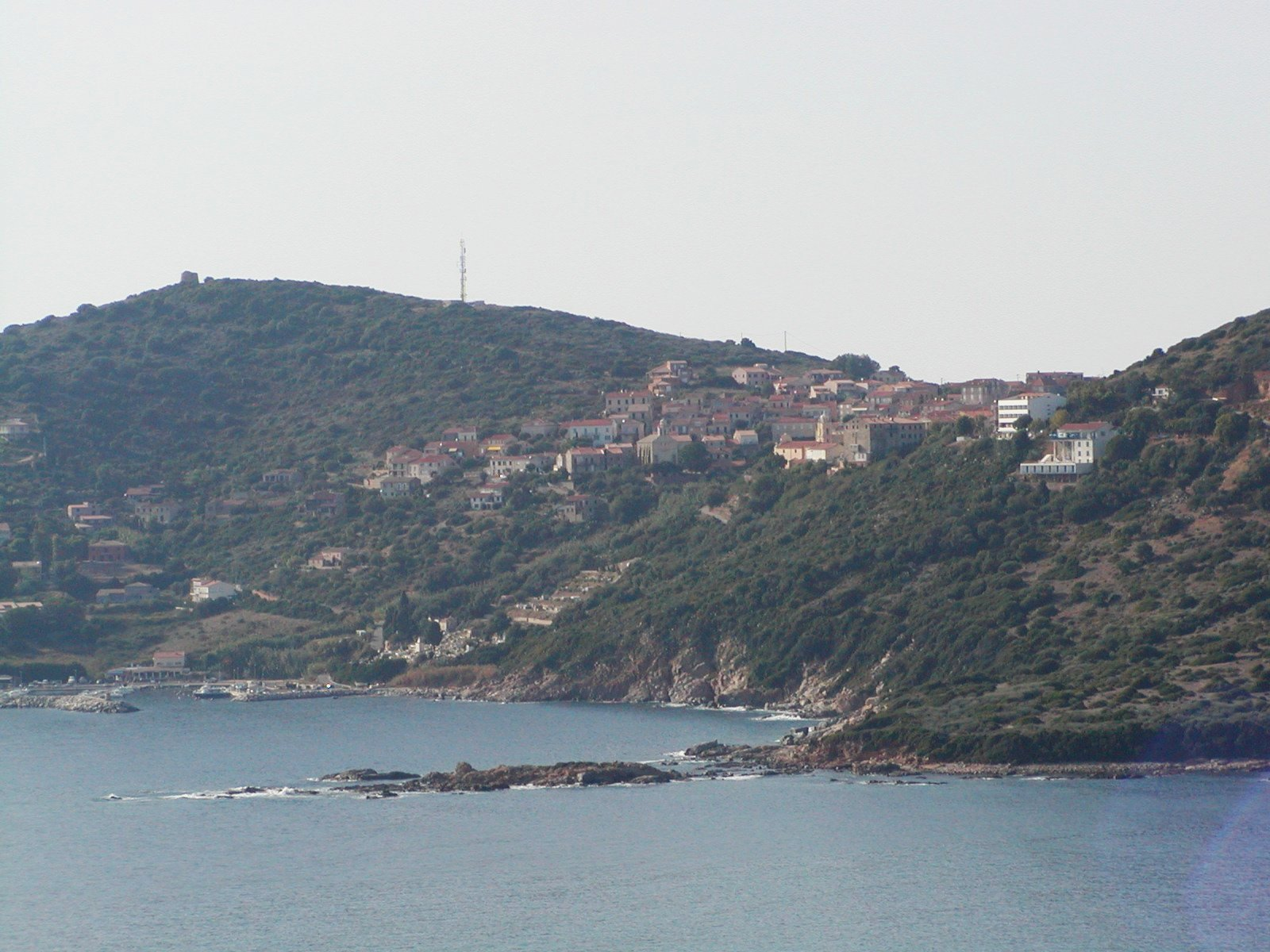
Panorama Cargèse

Cargèse (korsyk. Carghjese) to miejscowość i gmina we Francji, w regionie Korsyka, w departamencie Korsyka Południowa.
Według danych na rok 1998 gminę zamieszkiwały 982 osoby, a gęstość zaludnienia wynosiła 21 osób/km².
Znajduje się tu cerkiew św. Spirydiona należąca do parafii Greckiego Kościoła katolickiego.